# 蒲江県
蒲江県（ほこう-けん）は中華人民共和国四川省に位置する省直轄の県であり、しばらくの間、成都市の代理管轄下に置かれている。

## 行政区画
2街道、6鎮を管轄する。
- 街道:鶴山街道、寿安街道
- 鎮:大塘鎮、朝陽湖鎮、西来鎮、大興鎮、甘渓鎮、成佳鎮